# Рованиеми
Ро́ваниеми (фин. Rovaniemi, инари-саам. Ruávinjargâ, северносаам. Roavvenjárga или Roavenjárga и колтта-саам. Ruäʹvnjargg) — город и муниципалитет в Финляндии, административный центр провинции Лаппи.
После объединения в 2006 году с Рованиемским сельским муниципалитетом Рованиеми стал двенадцатым по населению городом Финляндии и крупнейшим по площади городом Европы.

## География
Город Рованиеми расположен в 8 км южнее полярного круга, в месте слияния двух крупных северных рек — Оунасйоки и Кемийоки. Расстояние до Хельсинки — 800 км, до Санкт-Петербурга — 1025 км. Рованиеми — самый большой город в Европе по площади, 8016 квадратных километров, из-за включения в город близлежащих территорий.
Климат умеренный. Снежный покров лежит в среднем 180 суток в год (ноябрь—апрель). Средняя температура января — −11,8 °C (абсолютный минимум — −45,3 °C), июля — +15,2 °C (абсолютный максимум — +30,6 °C). Среднегодовая температура — +0,6 °C.
С сентября по март в окрестностях города можно наблюдать полярное сияние.
| Показатель                         | Янв.  | Фев.  | Март | Апр. | Май  | Июнь | Июль | Авг. | Сен. | Окт. | Нояб. | Дек.  | Год   |
| ---------------------------------- | ----- | ----- | ---- | ---- | ---- | ---- | ---- | ---- | ---- | ---- | ----- | ----- | ----- |
| Средний суточный максимум, °C      | −8,5  | −8,1  | −2,8 | 2,7  | 10,2 | 16,8 | 19,4 | 16,1 | 10   | 2,6  | −3,5  | −6,9  | 4     |
| Средняя температура, °C            | −11,8 | −11,1 | −6,1 | −0,9 | 6    | 12,5 | 15,2 | 12,4 | 6,9  | 0,3  | −6,1  | −10,1 | 0,6   |
| Средний суточный минимум, °C       | −15,1 | −14,1 | −9,4 | −4,5 | 1,8  | 8,1  | 11   | 8,6  | 3,8  | −2   | −8,7  | −13,3 | −2,8  |
| Норма осадков, мм                  | 42,1  | 33,6  | 35,6 | 30,9 | 35,9 | 59,1 | 69,1 | 71,7 | 54,0 | 54,6 | 48,6  | 41,7  | 576,9 |
| Источник: Гонконгская обсерватория |       |       |      |      |      |      |      |      |      |      |       |       |       |

## История

Герб Рованиеми 1930—2005

Древнейшее поселение на месте современного города датируется XI веком. Первое упоминание города относится к 1453 году. Название происходит от саамского «roavve», что означает «залесённый холм».
С момента основания Рованиеми стал быстроразвивающимся населённым пунктом, центром развития торговли и образования региона. В начале XIX века город получил дополнительный импульс к развитию в связи с увеличением интереса к лапландским природным богатствам. Новых переселенцев привлекали крупные лесоразработки и лесосплавы. «Золотая лихорадка» стала причиной ещё большего интереса к городу. В итоге Рованиеми стал крупным экономическим центром губернии.
В 1944 году в ходе Лапландской войны город был разрушен почти до основания немецкими войсками под командованием Л. Рендулича, однако по окончании войны Рованиеми был восстановлен.
В 1960 году Рованиеми получил статус города. В 1970 году город стал местом проведения VI Зимней Универсиады.

## Население
| Годы | Население |
| ---- | --------- |
| 2001 | 49 516    |
| 2007 | 54 669    |
| 2011 | 56 818    |
| 2015 | 60 013    |

## Экономика
Большую часть экономики города составляет туризм. Ежегодно город посещают сотни  тысяч туристов.
Крупные предприятия:
- Madboy Audio OY — производитель караоке-плееров, микшерных устройств, акустики для караоке: колонок, усилителей, сабвуферов, микрофонов и другого оборудования для караоке. [источник не указан 4586 дней]

## Архитектура и достопримечательности
Особая роль в формировании архитектуры Рованиеми принадлежит Алвару Аалто. Благодаря ему в городе появились такие сооружения, как здание городской администрации, театр и библиотека. В Рованиеми есть художественные галереи, музеи, и прочие культурные сооружения.
Одной из самых узнаваемых достопримечательностей города является культурный центр «Арктикум», открытый в 1992 г. на берегу реки Оунасйоки. В данном центре расположены музеи и проводятся выставки, посвящённые Лапландии. В городе возведены мост «Свеча сплавщика» (Jätkänkynttilä) с Вечным огнём, дворец «Лапландия» (Lappia-talo), Церковь Рованиеми, здание муниципалитета и библиотека, задуманные как единый культурный комплекс.
Краеведческий музей «Пеукелля» демонстрирует обычаи и описывает занятия жителей Северной Финляндии в XIX веке, например, ловлю лосося и оленеводство. В Художественный музее Rauman TaIDemuseo проводятся выставки современного искусства стран Балтийского моря. В музее леса Лапландии, находящимся под открытым небом, можно узнать о жизни лапландских лесорубов и сплавщиков в первой половине XX века. К местным достопримечательностям также относятся церковь XV века, кружевная комната, и посвящённая мореходству экспозиция в Старой Ратуше, дома судовладельца и моряка, Художественный музей Лэннстрэма Муина, музей Раума, музей гончара.

### Список достопримечательностей

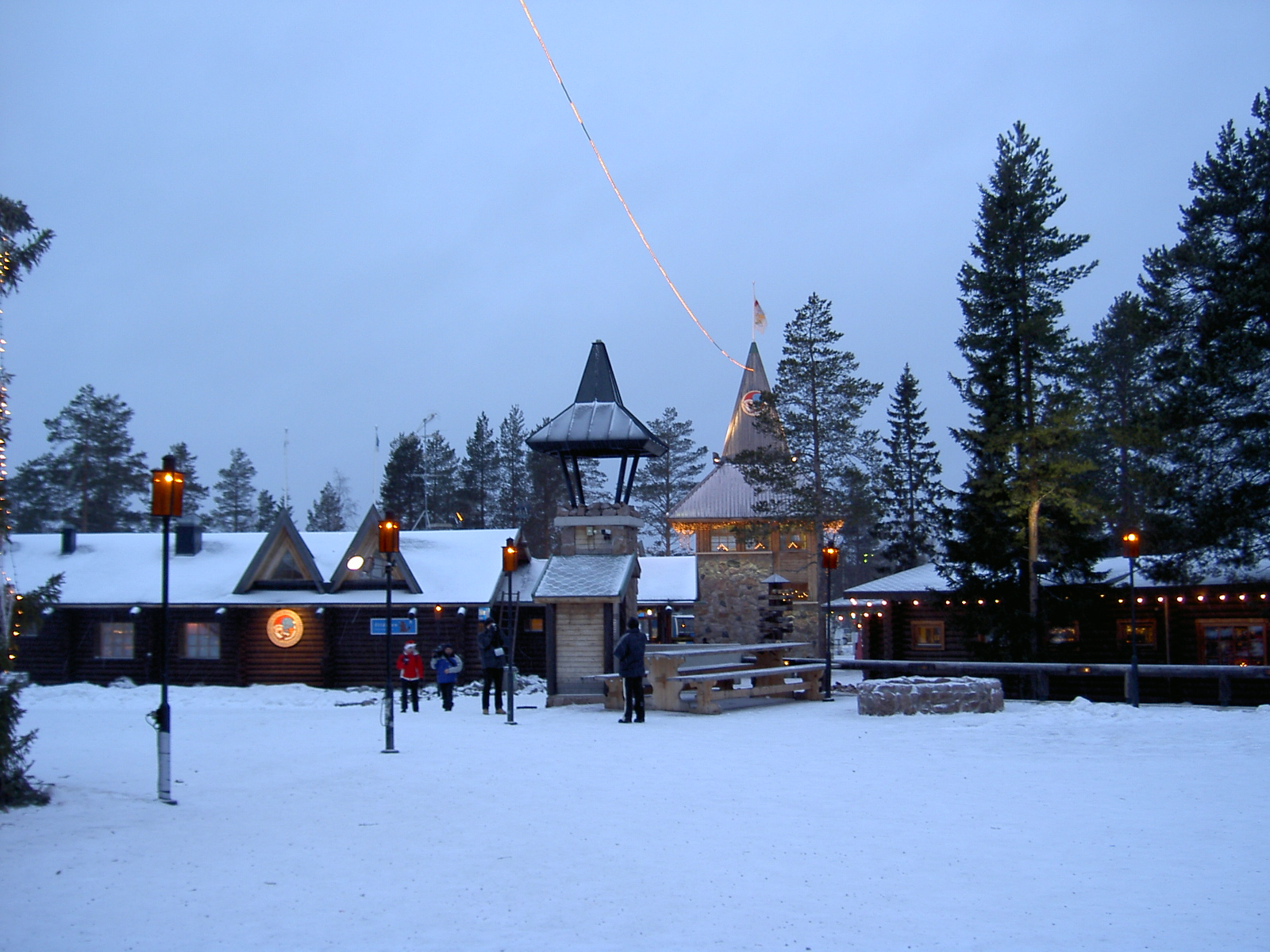
Деревня Санта-Клауса (Йоулупукки)

- Деревня-мастерская Йоулупукки, Санта Парк
- Центр «Арктикум» — это музей (Областной музей Лапландии), научный центр (Арктический центр), сооружён в 1992 году.
- зоологический парк «Рануа» — самый северный зоопарк в мире. Расположен в часе езды от Рованиеми. Здесь можно увидеть представителей более 50 видов северной фауны.
- художественный музей Рованиеми
- лапландский «Музей леса» — музей под открытым небом среди покрытых лесами гор. Экспонаты рассказывают о традициях, жизни и работе лапландских лесорубов и сплавщиков в 1900—1950-х годах.
- евангелическо-лютеранская церковь
- православная церковь Святого Апостола Андрея Первозванного
- аметистовый рудник Луосто (130 км от Рованиеми на север)
- мост Яткянкюнттиля (фин. Jätkänkynttilän silta), «Свеча сплавщика» — один из символов Рованиеми.
- краеведческий музей Пёюккёля (фин. Rovaniemen kotiseutumuseo Pöykkölä) — воспроизводит обстановку крестьянской жизни Северной Финляндии XIX века.
- Молкокёнгяс (фин. Molkoköngäs) — речной порог, один из самых красивых на реке Оунасйоки.
- Указатель «Полярный круг» — находится у северного въезда в город. На указателе даны точные географические координаты точки, где он находится.
- Центральная площадь города названа в честь хард-рок группы Lordi после её победы на конкурсе «Евровидения» в 2006 году.

## Образование
В Рованиеми расположен самый северный в Финляндии и ЕС университет — Лапландский университет. В состав университета входит научный Арктический центр, являющийся частью центра «Арктикум».
В 2014 году в городе был создан Лапландский университет прикладных наук, образованный из двух университетов северной Финляндии — Университета прикладных наук Рованиеми и Университета прикладных наук Кеми-Торнио.
В городе также расположена штаб-квартира Университета Арктики — международного консорциума университетов, занимающихся изучением технологий для северных территорий.

## Спорт
В городе базируется несколько футбольных клубов. Одним из них является Рованиемен Паллосеура (Вейккауслига), высшим достижением которого является 2 место в Чемпионате Финляндии (2015, 2018) и победа в Кубке (1986, 2013). Другим клубом является «Санта-Клаус» (третий дивизион). Они проводят свои матчи на стадионе «Кескускенття».
Хоккейный клуб «Рованиеми Киекко», домашним стадионом которого является Арена Лапландии, выступает во Второй хоккейной лиге Финляндии.
Наиболее титулованным клубом города является волейбольный «Лаккапа», выступающий в Чемпионате Финляндии, который выигрывал его четырежды (2003, 2007, 2008, 2011).
В городе состоялась Зимняя Универсиада 1970 года, для которой были реконструированы многие спортивные объекты.
Также в Рованиеми состоялось несколько международных лыжных соревнований, которые проходят в лыжном центре Оунасваара. Среди соревнований можно выделить Чемпионат мира по лыжным видам спорта 1984, несколько этапов Кубка мира по лыжному двоеборью и Континентального кубка, Чемпионат мира по лыжным видам спорта среди юниоров 2005 года.

## Транспорт

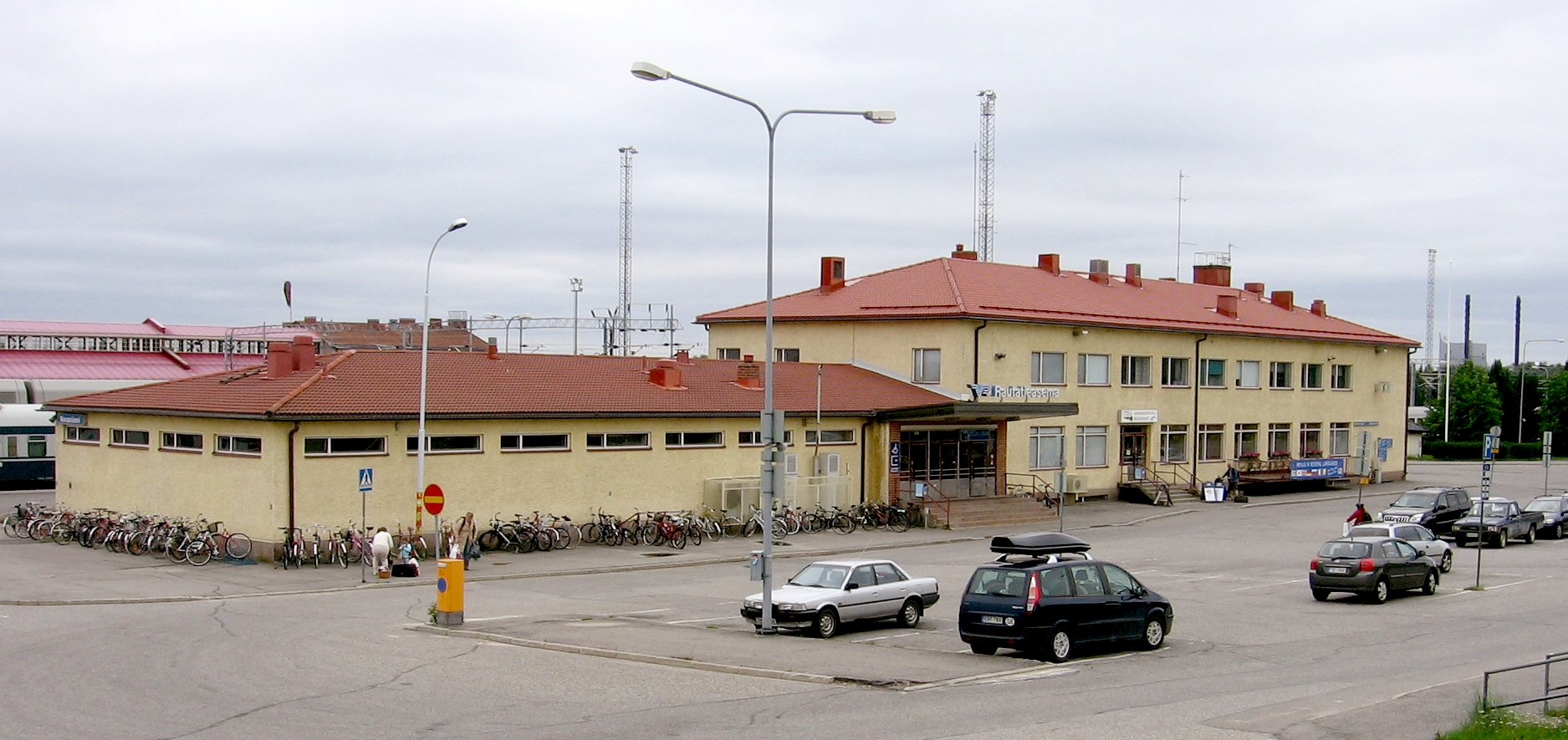
Железнодорожная станция

В Рованиеми есть железнодорожная станция, действующая с 1909 года. В 10 км от города расположен международный аэропорт Рованиеми.
Автобусное сообщение с Россией выполняется организацией «Мурманскавтотранс Автоколонна № 1443» города Кандалакша Мурманской области по маршруту Кандалакша — Кемиярви — Рованиеми. Также имеется автобусный маршрут Мурманск — Ивало — Рованиеми. Планируется строительство железной дороги от Рованиеми до норвежского порта Киркенес на Баренцевом море протяжённостью в 529 км.
Так как город расположен при слиянии рек Оунасйоки и Кемийоки, для развития города возникала необходимость строительства мостовых переходов. Одним из первых мостов стал мост Сааренпутан, который в 1925 году соединил город с небольшим островом Сааренкиля, отделённым от него рекой Кемийоки. Этот мост стал единственным, который сохранился по итогам Лапландской войны.
В 1930 году был возведён автомобильно-железнодорожный мост Суутаринкорван, а в 1934 году мост Оунаскоски через Кемийоки, которые были разрушены немецкими войсками в 1944 году и восстановлены к 1951 году.
В 1967 году был возведён мост Оунасйоен через реку Оунасйоки, который принял на себя транспортные потоки, идущие на север Финляндии.
Самый крупный и известный мост города был открыт в 1989 году — Яткян Кюнттиля, который пересекает реку Кемийоки. Он стал важным транспортным и туристическим объектом.

## Туризм

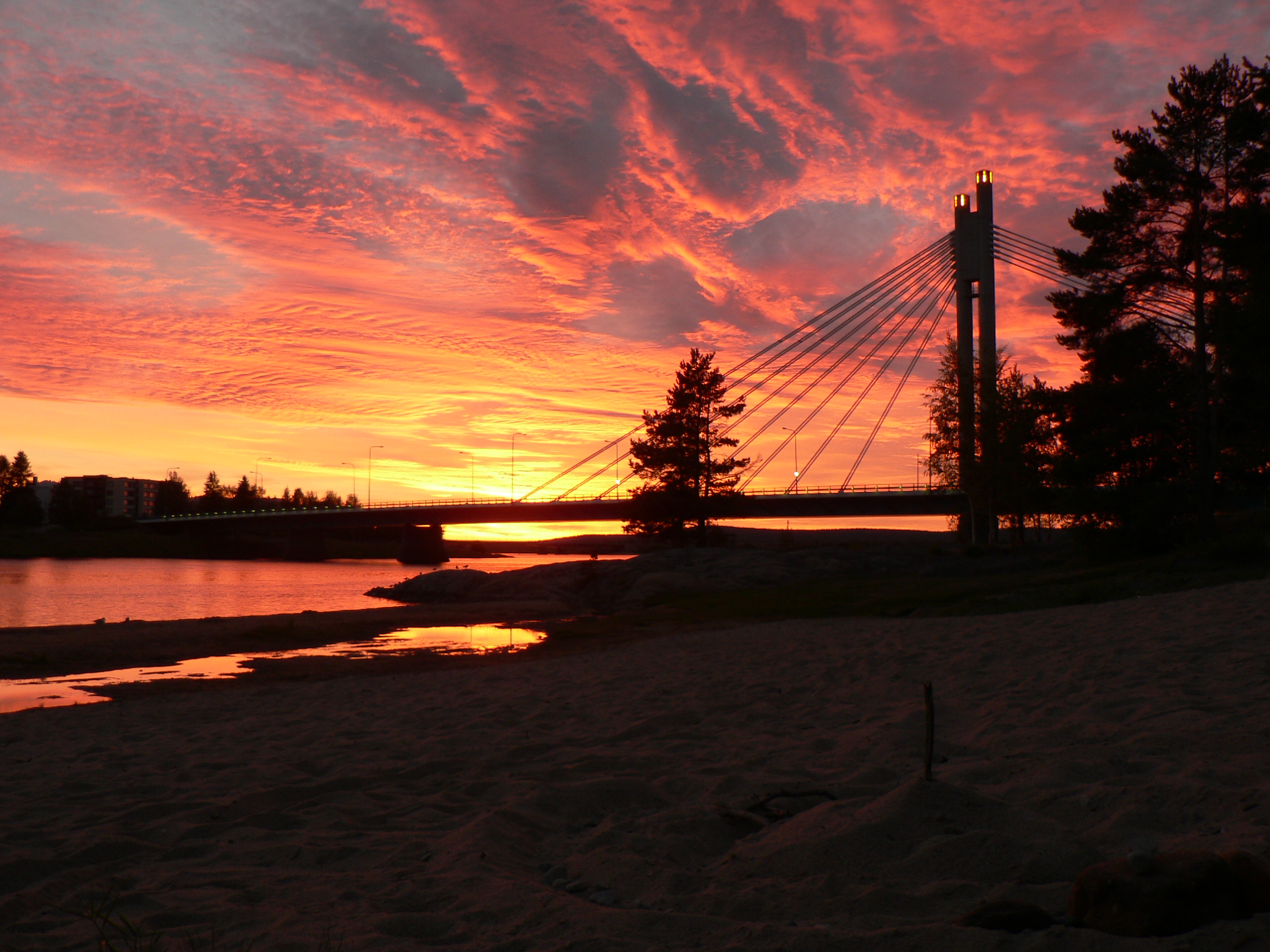
Мост «Свеча сплавщика» (Jätkänkynttilä) в Рованиеми

Летом туристам предлагаются пешие походы, лодочные походы по рекам, посещение оленеводческих ферм. Зимой — различные виды зимнего отдыха: беговые и горные лыжи, сноуборд, езда на оленьих и собачьих упряжках.
Традиционно считается, что Санта-Клаус (в Финляндии — Йоулупукки) живёт в Лапландии, столицей которой является Рованиеми. Это привело к превращению Рованиеми в международный туристический центр, рассчитанный в основном на детей и их родителей. Рованиеми — родной город Йоулупукки. Его резиденция — самое популярное место посещения туристов зимой.
Кроме того, в Рованиеми проводятся соревнования по лыжному спорту на самом высоком уровне.
К 31 декабря 2011 года общее число переходов границы через два самых северных пограничных пункта Финляндии, Салла и Рая-Йосеппи—Лотта, составило более 256 тысяч туристов против 182 тысяч в 2010 году. А в первые полторы недели января 2012 года в Рованиеми за покупками приехало около 20—30 тысяч туристов из России, что на 20—30 % больше, чем за аналогичный период 2011 года.

## Города-побратимы
Рованиеми имеет 15 городов-побратимов:
- Айка, Венгрия[15]
- Аланья, Турция[15]
- Веспрем, Венгрия[15]
- Дрвар, Босния и Герцеговина[15]
- Гриндавик, Исландия[15]
- Кадиллак, США[15]
- Кассель, Германия[15]
- Кируна, Швеция[15]
- Нарвик, Норвегия[15]
- Нойштрелиц, Германия[15]
- Ольштын, Польша[15]
- Санкт-Иоганн-ин-Тироль, Австрия[15]
- Салехард, Россия (2014)[16]
- Харбин, Китай[15]

Расторгнутые или приостановленные соглашения:
- Мурманск, Россия (1962)[17] в марте 2022 года Рованиеми приостановил соглашение с Мурманском из-за вторжения России на Украину.[18]

## Известные уроженцы
- Путаансуу, Томи — финский музыкант, основатель и лидер известной хеви-метал/рок-группы Lordi
- Поутиайнен, Таня — финская горнолыжница, вице-чемпионка Олимпиады-2006